# Мишкіс Катерина Дмитрівна
Мишкіс Катерина Дмитрівна (уроджена Кутиріна; 13 жовтня 1924, Ленінград — 9.06.2014, Беер-Шева) — український радянський історик, кандидат історичних наук. Дружина математика Анатолія Мишкіса.
Катерина Кутиріна народилася 13 жовтня 1924 у Ленінграді. Навчалася на історичному факультеті Московського обласного педагогічного інституту, який закінчила у 1946 році. Залишилася навчатися на аспірантурі по кафедрі історії середніх віків у тому ж інституті, яку закінчила у 1950 році. Наступного року захистила кандидатську дисертацію за темою: «Рижские цехи в XVI в. и календарные беспорядки в Риге». З 1953 року працювала старшим викладачем на кафедрі всесвітньої історії у Мінському педагогічному інституті. У 1957 році перевелася до Харківського державного університету, де працювала старшим викладачем, доцентом кафедри нової історії та кафедри стародавньої історії й археології. У 1959 році залишила університет.
Катерина Мишкіс так характеризувала період своєї праці в університеті: «Але якось виявилося, що я-то там як би зайва; приїхала чужа і пішла з університету, так і не став своєю». Вона пояснювала це тим, що не знайшла колег зі схожими історичними інтересами. Також, у неї стався конфлікт з професором Віктором Астаховим, кола вона відмовила його знайомому поставити оцінку за екзамен без складання самого екзамену. На її думку, саме через Астахова вона не стала штатним працівником. Під час роботи Мишкіс в Харківському університеті її звільняли у кінці кожного навчального року і наймали на початку нового на погодинну оплату.
Паралельно з викладанням навчалася на вечірньому відділенні Харківського інституту іноземних мов, який під час навчання Мишкіс був приєднаний до Харківського університету. Спочатку навчалася на відділенні англійської мови, але потім перейшла на німецьке. У 1961 році закінчила Харківський університет з кваліфікацією «вчитель німецької мови середньої школи». З 16 вересня 1961 року почала працювати у Харківській консерваторії (з 1963 року Харківський державний інститут мистецтв ім. І. П. Котляревського) на кафедрі іноземних мов, мала вчене звання доцента. В інституті викладала німецьку мову та читала лекції з історії західноєвропейського мистецтва, також зі своїми студентами перекладала тексти музичних творів. Так був підготовлений переклад пасіонів Йоганна Баха з мовними та культурологічними коментарями.

## Науковий доробок
- Выдающиеся музыканты нашего времени: учеб. пособие / Е. Д. Мышкис, А. А. Пономарева. Ростов н/Д: Изд‐во Рост. ун‐та, 1972. 87 с.;
- Музыка в гостях / А. А. Гердт, Е. Д. Мышкис, А. А. Пономарева. Ростов н/Д: Изд‐во Рост. ун‐та, 1972. 103 с.